# Masked Rider
Masked Rider is een Amerikaanse tokusatsuserie voor de jeugd, die in 1995 zijn debuut maakte op de Amerikaanse Fox Kids.
De serie is gemaakt door Saban Entertainment met behulp van beeldmateriaal van de Japanse serie Kamen Rider Black RX (in de trant van Power Rangers). De serie had echter een heel ander verhaal dan zijn Japanse tegenhanger.
De serie bestond uit veertig afleveringen.

## Achtergrond
De personages uit Masked Rider maakten hun debuut in het derde seizoen van de serie Mighty Morphin Power Rangers, in de driedelige aflevering “A Friend in Need”. In deze serie reisden de Power Rangers af naar de planeet Edenoi, waar Alpha 5 blijkbaar was gemaakt, om de bewoners daar te helpen in hun gevecht met de kwaadaardige Count Dregon. De komst van de rangers maakt dat Count Dragon zijn aandacht op de aarde richt. Dit vormde de basis voor de Masked Rider-serie, waarmee Masked Rider als een spin-off van Power Rangers kan worden gezien.
De serie was een stuk minder succesvol dan Power Rangers en werd na veertig afleveringen stopgezet. Dit had meerdere oorzaken. Saban begon namelijk later in de serie ook beeldmateriaal van de Kamen Rider-films Kamen Rider ZO en Kamen Rider J te gebruiken. Dit beeldmateriaal werd lang niet altijd goed aan elkaar geplakt, waardoor vaak duidelijk te zien was dat Masked Rider steeds een ander kostuum droeg. Ook werd de ondertoon van de serie zwaar aangepast. Kamen Rider Black RX had een serieuze, grimmige verhaallijn, maar Saban maakte van Masked Rider juist een humoristische familieserie. Volgens geruchten was Shotaro Ishinomori, de bedenker van de Kamen Rider series, woedend over wat Saban met Kamen Rider had gedaan.
Het floppen van Masked Rider maakte dat Saban Entertainment besloot om het voorlopig enkel bij Power Rangers te laten en geen andere Japanse series meer over te zetten naar een Amerikaanse.

## Het verhaal
Wanneer de planeet Edenoi bedreigd wordt door de kwaadaardige Count Dregon, geeft koning Lexian zijn kleinzoon Dex ongelooflijke krachten. Hij stuurt hem naar de aarde, het volgende doelwit van Dragon, om hem eens en voor altijd te verslaan.
Op aarde landt Dex in de tuin van de familie Stewart. Deze familie neemt hem op in hun gezin. Dex leert bij hen zich aan te passen aan het leven als een mens. Als de held Masked Rider beschermt hij de stad Leawood tegen de kwaadaardige troepen van Count Dregon, met af en toe een beetje hulp van zijn grootvader.

## Personages

### Dex
Dex is een buitenaards wezen van de planeet Edenoi. Edenoianen zien eruit als mensen, maar zijn geëvolueerd uit insecten in plaats van apen. Dat is ook de reden dat Dex’ Masked Rider-kostuum eruitziet als een insect. Op Edenoi was hij de prins van zijn planeet. Net als alle Edenoianen beschikt hij over beperkte telekinetische krachten.
Dex is het neefje van Count Dragon, de tiran die Edenoi heeft veroverd en nu zijn zinnen heeft gezet op de aarde.
Als Masked Rider heeft Dex drie verschillende kostuums tot zijn beschikking. Zijn primaire kostuum is een op een insect gebaseerd harnas in de kleuren zwart en groen. Als wapen gebruikt hij een lichtzwaardachtig wapen. Later in de serie krijgt hij twee power-ups:
- “Masked Rider Super Gold”: hierin verandert zijn kostuum in een meer robotachtige versie in de kleuren zwart en goud, en vecht Dex met een laserpistool.
- “Masked Rider Super Blue”: hierin verandert zijn kostuum in een blauw en grijs harnas. In deze vorm vecht hij met een zwaard en kan veranderen in een vloeibare vorm.

### Bondgenoten
- Ferbus: Dex' huisdier van Edenoi. Ferbus is een klein harig wezentje met een snavel dat op twee poten loopt. Hij kan niet praten en dient vooral als de vrolijke noot van de serie.
- De Stewart familie:
  - Hal Stewart: Dex' adoptievader op aarde. Hij is een uitvinder en klusjesman. Zijn werkruimte staat vol met oude en nieuwe uitvindingen. Hij heeft een alarm uitgevonden dat afgaat wanneer Count Dragon of een van zijn helpers te dicht in de buurt van het huis komt.
  - Barbara Stewart: Dex' adoptiemoeder. Ze werkt in de catering. Ze houdt haar familie goed in de gaten, vooral haar man.
  - Molly Stewart: Dex' adoptiezus. Ze helpt Dex zich aan te passen aan het leven op aarde. Zij en Dex bouwen een sterke band op in de loop van de serie.
  - Albee Stewart: Dex' adoptiebroertje. Hij is duidelijk geadopteerd door de Stewart familie daar Albee een Afro-Amerikaan is en de rest van de familie blank. Hij kijkt enorm op naar Dex.

- Koning Lexian: Dex' grootvader. Hij gaf de krachten van de Masked Rider aan Dex toen hij zelf te oud werd om deze nog langer te dragen. Hij geeft Lex vaak advies. Hij is tevens de schepper van Alpha 5, de robotassistent van Zordon uit de Power Rangers-serie.
- Magno: Masked Riders pratende auto, gemodelleerd naar een mier. Deze kan met hoge snelheid rijden en ondergronds reizen.
- Combat Chopper: Masked Riders pratende motorfiets, gebaseerd op een sprinkhaan.
- Moon Dude: de eigenaar van een speelhal waar Dex, Molly en Albee vaak rondhangen.
- Masked Rider Warriors: de vorige kampioenen van Edenoi die de Masked Rider-identiteit hebben gebruikt. Ze helpen Dex van tijd tot tijd. Hun namen zijn ten opzichte van het Japanse bronmateriaal foutief gegeven. Dit doordat Kamen Rider 2 en Riderman uit de scène verwijderd waren tijdens het opnoemen van de namen, maar de audio er niet op aangepast was.
  - Warrior Leader: gebaseerd op Kamen Rider 1.
  - Warrior Commander: gebaseerd op Kamen Rider V3.
  - V3: gebaseerd op Kamen Rider X.
  - Riderman: gebaseerd op Kamen Rider Amazon.
  - Masked Rider X: gebaseerd op Kamen Rider Stronger.
  - Amazon: gebaseerd op Skyrider.
  - Strongman: gebaseerd op Kamen Rider Super-1.
  - Z-Cross: gebaseerd op Kamen Rider ZX
  - Nog twee andere Masked Rider krijgers werden gezien, maar niet bij naam genoemd. Zij waren gebaseerd op Kamen Rider 2 en Riderman.

### Schurken
- Count Dregon: de hoofdschurk uit de serie. Hij is Dex’ oom en de zoon van Koning Lexian. Hij was tweede in lijn om de Masked Rider-krachten te erven en probeerde deze met geweld te bemachtigen. Na te zijn verbannen voor zijn wandaden, veroverde hij Edenoi en maakte de bevolking tot slaaf. Hij wil de aarde veroveren om meer slaven te krijgen. Dregon is blijkbaar een oude rivaal van Lord Zedd uit Power Rangers.
- Nefaria: Dregons vrouwelijke rechterhand. Ze gaat maar zelden zelf een gevecht in, en geeft vooral bevelen. Ze flirt geregeld met Dragon, maar die gaat daar nooit op in.
- Cyclopter: een blauwe robotmotorrijder in een leren jas. Hij vecht wel geregeld met Masked Rider. Zijn hoofd kan loslaten van zijn lichaam.
- Double Face: een lange humanoïde met twee gezichten, die geregeld persoonlijk met Dex vecht.
- Gork: een klein wezen dat altijd in rijm spreekt en vrijwel iedereen irriteert. Hij gaat maar zelden een gevecht aan.
- Fact: een kleine robot die alle data verwerkt en berekeningen uitvoert. Hij berekent voor Count Dregon de kansen dat een plan slaagt.
- Plague Sentry: de leider van de Plague Patrol, die controle houdt over de tot slaaf gemaakte Edenoianen.
- The Maggots: grote maden die dienen als soldaten van Count Dregon. Ze zijn niet bijster slim, en krijgen maar zelden een opdracht goed af. Ze zijn altijd met zijn drieën.
- Commandoids: een andere groep soldaten van Count Dregon.

## Afleveringen

### Power Rangers
1. "A Friend in Need, Part I"
2. "A Friend in Need, Part II"
3. "A Friend in Need, Part III"

### Seizoen 1
1. Escape From Edenoi (1)
2. Escape From Edenoi (2)
3. License To Thrill
4. Pet Nappers
5. Bugs On The Loose
6. Arcade Ace
7. Super Gold (1)
8. Super Gold (2)
9. The Grandma Factor
10. Something's Trashy
11. Water Water Everywhere
12. Ferbus' First Christmas
13. Stranger From The North
14. Dance Crazy
15. The Green-Eyed Monster
16. The Heat Is On
17. Know Your Neighbor
18. The Dash
19. Battle Of The Bands
20. Ferbus Maximus
21. Unmasked Rider
22. Ferbus' Day Out
23. Jobless
24. Back To Nature
25. Testing 1, 2, 3
26. Showdown At Leawood High
27. Power Out

### Seizoen 2
1. Saturday Morning Invasion
2. Passenger Ferbus
3. Mixed Doubles
4. Million Dollar Ferbus
5. Ectophase Albee
6. Race Against Time
7. Cat-Atomic
8. Indigestion
9. Dex At Bat
10. The Invasion Of Leawood
11. The Eye Of Edenoi
12. Exit Nefaria, Enter Barbaria
13. Detention

## Trivia
- Masked Rider is de letterlijke vertaling van de Japanse naam Kamen Rider. Toei Company vroeg hier expliciet om toen Saban bekendmaakte de Kamen Rider series om te willen zetten tot een Amerikaanse serie.
- De Maggots zijn er voor de Amerikaanse serie bijbedacht, en niet overgenomen uit de Japanse serie.
- Hoewel Masked Rider zich duidelijk afspeelt in hetzelfde fictieve universum als de Power Rangers series, wordt niet onthuld (noch in Masked Rider, noch in Power Rangers) wat Masked Riders rol was in de strijd met de United Alliance of Evil gedurende Power Rangers in Space.
- Oorspronkelijk zou in de eerste aflevering Edenoi worden vernietigd, waarbij Dex net voor de ontploffing door zijn grootvader naar de aarde wordt gestuurd (zoals Superman).
- Hoewel Masked Rider begon als een aflevering van Power Rangers, had er in Japan destijds nog nooit een team-up of cross-over plaatsgevonden tussen Super Sentai en de Kamen Rider-series. Dit gebeurde pas voor het eerst in 2009, met een cross-over tussen Kamen Rider Decade en Samurai Sentai Shinkenger.